# Joël Corminbœuf
Joël Corminbœuf (Fribourg, 1964. március 16. –) svájci válogatott labdarúgókapus.
A svájci válogatott tagjaként részt vett az 1996-os Európa-bajnokságon.

## Sikerei, díjai
Neuchâtel Xamax
- Svájci bajnok (2): 1986–87, 1987–88
- Svájci szuperkupa (3): 1987, 1988, 1990